# Radio Fil Bleu
Radio Fil Bleu (1977-1978) est une ancienne radio pirate de droite, située à Montpellier.

## Chronologie
Le lendemain du premier brouillage de Radio Verte, le 17 mai 1977, plusieurs membres ou sympathisants du Parti républicain, dont les avocats Jean-Louis Rigaud (d) et François Chassaing (d), l'architecte Jean-Claude Deshons, un graphiste nommé Jean-Louis Poveda (d),, ainsi que le professeur d'anglais Philippe Willing, créent l'Association Radio Fil Bleu. Elle est installée au douzième étage de la tour du Polygone et a pour projet de créer une radio privée, émettant en Languedoc-Roussillon.
Le 7 juillet, l’Association Radio Fil Bleu donne une conférence de presse,,. Lors de cette conférence, François Chassaing et Jean-Louis Rigaud expliquent aux journalistes que la loi du 3 juillet 1972 n'interdit pas explicitement les radios privées. Willy Diméglio, à l'époque conseiller général de Montpellier 4, apporte son soutien à l'équipe tout comme François Delmas, maire sortant de Montpellier.
Le 11 juillet, installation du mât et de deux dipôles.
La première émission a lieu ce même 11 juillet,, à 7h20 au lieu de 7h en raison du retard de la personne détenant la bande enregistrée, et se trouve brouillée par TDF au bout de seulement 2 minutes, rendant ainsi l'émission inaudible à plus de 500 mètres de l'émetteur. Un huissier est alors mandaté afin de constater le brouillage. Jean-Louis Rigaud engage un référé contre TDF,. Pendant neuf jours, Radio Fil Bleu tente d’émettre sur plusieurs fréquences mais elle est à chaque fois brouillée par TDF.
Le 21 juillet, intervention de la SRPJ de Montpellier. Les forces de police ne trouvent que des pancartes et des boîtes de conserves vides et aucun émetteur, les lieux ayant été abandonnés par l'équipe.
Le 4 août, François Delmas s'exprime devant le Parti républicain. Il défend la libération des ondes et fait une proposition de loi. Proposition à laquelle Jean-Pierre Soisson, secrétaire général, se montre plutôt favorable. La proposition faite par Willy Dimeglio, un mois plus tard est, elle, beaucoup plus précise.
Le 8 septembre, proposition de loi par Willy Dimeglio.
En 1980, François Chassaing publie l'ouvrage Radio fil bleu, à qui la liberté fait-elle peur?, chez Westhoek-Éditions. Au mois d'avril de la même année, il porte plainte contre RMC.

## L'affaire
Le 20 juillet 1977, TDF porte plainte contre Radio Fil Bleu. 
Le 21 juillet, le référé de Radio Fil Bleu est plaidé par maître Koops. Le 28 juillet, il aboutit à une non décision,. 
Le 9 août, le juge se déclare « incompétent ». 
1er décembre, le non-lieu est prononcé par le juge Alain Lapierre. 
5 mai 1978, confirmation du non-lieu en appel.

## Matériel
Radio Fil Bleu fait modifier un radio-téléphone de taxi en guise d'émetteur et a une puissance de 100 watts.